# Пришиб (Омська область)
Пришиб (рос. Пришиб) — село у Азовському німецькому національному районі Омської області Російської Федерації.
Належить до муніципального утворення Пришибське сільське поселення. Населення становить 729 осіб.

## Історія
Згідно із законом від 30 липня 2004 року органом місцевого самоврядування є Пришибське сільське поселення.

## Населення
| 1909 | 1911 | 1914 | 1916 | 1920 | 1926 | 1939 |
| ---- | ---- | ---- | ---- | ---- | ---- | ---- |
| 287  | ↘238 | ↗277 | ↘240 | ↘132 | ↗217 | ↗408 |
| 1970 | 1979 | 1989 | 2002 | 2006 | 2010 |      |
| ↗494 | ↗560 | ↗657 | ↗742 | ↘680 | ↗729 |      |